# F. W. de Klerk
Frederik Willem de Klerk OMG DMS (n. 18 martie 1936, Johannesburg, Uniunea Africii de Sud – d. 11 noiembrie 2021, Cape Town, Africa de Sud), cunoscut ca F. W. de Klerk, a fost al șaptelea și ultimul președinte al Africii de Sud în perioada de apartheid, servind din septembrie 1989 până în mai 1994, precum și vicepreședintele țării între mai 1994 și iunie 1996. Fiind ultimul șef de stat al Africii de Sud de pe vremea guvernării minorităților albe, el și guvernul său au demontat sistemul de apartheid și au introdus votul universal. Din punct de vedere ideologic, a fost un conservator și un liberal economic. De Klerk a fost liderul Partidului Național din februarie 1989 până în septembrie 1997.
Născut în Johannesburg, Africa de Sud, într-o familie influentă Afrikaner, de Klerk a studiat la Universitatea din Potchefstroom înainte de a urma o carieră în drept. Devenind membru al Partidului Național, cu care avea legături familiale, a fost ales ca parlamentar și a făcut partea din guvernul minoritar alb al lui P. W. Botha, deținând mai multe posturi ministeriale. În calitate de ministru, el a sprijinit și a impus apartheidul, un sistem de segregare rasială care i-a privilegiat pe albii sud-africani.
După ce P. W. Botha și-a dat demisia în 1989, de Klerk l-a înlocuit, mai întâi ca lider al Partidului Național și apoi ca președinte de stat. Deși mulți se așteptau ca el să continue apărarea apartheidului, de Klerk a decis să pună capăt sistemului. Era conștient de faptul că animozitatea și violența etnică crescândă ducea Africa de Sud într-un război civil rasial. Pe fondul acestei violențe, forțele de securitate de stat au comis abuzuri pe scară largă ale drepturilor omului și au încurajat violența între popoarele xhosa și zulu, deși de Klerk a negat ulterior că a sancționat astfel de acțiuni. El a permis să aibă loc marșuri anti-apartheid, a legalizat o serie de partide politice anti-apartheid interzise anterior și a eliberat activiști anti-apartheid întemnițați, inclusiv Nelson Mandela. El a demontat, de asemenea, programul de arme nucleare al Africii de Sud.
De Klerk a negociat cu Mandela pentru a desființa complet apartheidul și a stabili o tranziție la votul universal. În 1993, și-a cerut scuze în mod public pentru efectele nocive ale apartheidului, dar nu și pentru apartheid în sine. El a supravegheat primele alegeri non-rasale din 1994 în care Mandela a condus Congresul Național African (ANC) la victorie. Partidul Național condus de de Klerk a ocupat locul doi. De Klerk a devenit apoi vicepreședinte țării în coaliția condusă de Mandela, denumită Guvernul de Unitate Națională. În această poziție, el a susținut politicile economice liberale ale guvernului, dar s-a opus Comisiei pentru adevăr și reconciliere înființată pentru a investiga abuzurile drepturilor omului pe vremea apartheidului, deoarece dorea amnistia totală pentru crimele politice. Relația lui de lucru cu Mandela a fost tensionată, deși mai târziu a vorbit cu drag despre el. În mai 1996, după ce Partidul Național s-a opus noii constituții, de Klerk a retras partidul lui din guvernul de coaliție. Partidul Național s-a desființat în 1997 și s-a reînființat imediat ca Noul Partid Național. În 1997, s-a retras din politică și de atunci a ținut prelegeri la nivel internațional.
De Klerk este un personaj controversat. A primit numeroase premii, inclusiv Premiul Nobel pentru Pace, și a câștigat laude ample pentru desființarea apartheidului și introducerea votului universal în Africa de Sud. În schimb, activiștii anti-apartheid l-au criticat pentru că și-a cerut scuze într-un mod limitat pentru apartheid și pentru că a ignorat abuzurile drepturilor omului de către forțele de securitate ale statului. Între timp, unii sud-africani albi l-au acuzat de trădare pentru că a abandonat apartheidul.